# El Main
El Main là một đô thị thuộc tỉnh Bordj Bou Arréridj, Algérie. Dân số thời điểm năm 2002 là 6.256 người.